# اسکوریال
اسکوریال (به اسپانیایی: Escurial) یک منطقهٔ مسکونی در اسپانیا است که در استان کاسرس واقع شده‌است. اسکوریال ۱۰۰٫۷۱ کیلومتر مربع مساحت دارد ۲۹۳ متر بالاتر از سطح دریا واقع شده‌است.